# Liste de sources par débit
Cette liste de sources par débit a pour objectif de classer les sources dont le débit moyen est supérieur à 1 000 litres par seconde.
La plupart de ces sources sont des exsurgences dont l'eau provient d'un réseau karstique souterrain.
Les sources du sud des États-Unis sont liées à la présence de deux grands aquifères, ceux de Floride et d'Edwards. Les sources de l'Idaho se trouvent sur un sol basaltique.
Les chiffres peuvent différer considérablement à la suite de la construction d'installations hydroélectriques et de captages pour l'irrigation ou l'approvisionnement en eau potable.
Il peut aussi y avoir des changements dans les regroupements des sources qui n'ont pas toujours été suivies séparément.

## Liste de sources
| Photo                                                      | Nom                                               | Débit moyen (litres par seconde) | Localisation                                        | Particularités |
| ---------------------------------------------------------- | ------------------------------------------------- | -------------------------------- | --------------------------------------------------- | --- |
|                                                            | Tobio                                             | 85 000 à 115 000                 | Papouasie-Nouvelle-Guinée                           | |
|                                                            | Matali                                            | 90 000                           | Papouasie-Nouvelle-Guinée                           | Max. 240 000 l/s ; min. 20 000 l/s |
|                                                            | Sources de la Trebišnjica,                        | 50 000 ou 89 000                 | Bosnie-Herzégovine (Trebinje) Bileća                | Max. 850 000 l/s. Début du cours moyen de la Trebišnjica après 30 km souterrains depuis les pertes de la Fatnička Reka Engloutie depuis 1966 sous le lac du barrage de Bileća.                                                       |
|                                                            | Dumanli,                                          | 50000                            | Turquie (Antalya) Manavgat                          | Engloutie depuis 1984 sous le lac du barrage d'Oymapınar. Le groupe des sources du Manavgat débite 125 000 l/s. |
|                                                            | Source de la Buna,                                | 40100 ou 23700                   | Bosnie-Herzégovine (Herzégovine-Neretva) Blagaj     | La Buna sort d'une grotte au pied d'une falaise haute de 200 mètres. Max. 123 000 l/s ; Min. 3 000 l/s. |
|                                                            | Galowe                                            | 40000                            | Papouasie-Nouvelle-Guinée                           | |
|                                                            | Sources du lac de Skadar                          | 40 000                           | Monténégro                                          | Plusieurs sources sous-lacustres. |
|                                                            | Source de la Ljubljanica                          | 39000                            | Slovénie (Carniole) Vrhnika                         | Dernière réapparition d'une rivière qui passe plusieurs fois sous terre. |
|                                                            | Sources de Ras Al Ain                             | 38700                            | Syrie (Al-Hasaka) Ras Al Ain                        | 38 700 dans les années 1940-50. Actuellement partiellement à sec. Source du Khabur. |
|                                                            | Sources de la Stella (it)                         | 36600                            | Italie (Udine)                                      | Principale résurgence du Frioul. |
|                                                            | Izvor Omble,                                      | 33800 puis 24400                 | Croatie (Dubrovnik-Neretva) Dubrovnik               | Résurgence principale de la Trebišnjica à proximité immédiate de la mer. Le débit a été réduit et une centrale électrique construite. Max. 106 000 l/s.                                                                              |
|                                                            | Spring Creek,                                     | 33000                            | États-Unis (Floride) Wakulla                        | Groupe de sources en partie sous-marines, parfois salées, suivant les pluies et la marée. |
|                                                            | Disu                                              | 33000                            | Chine (Guangxi) Duan                                | Max. 390 000 l/s ; min. 4 000 l/s |
|                                                            | Chingshui                                         | 33000                            | Chine (Guangxi) Chingshui                           | Max. 390 000 l/s ; min. 4 000 l/s |
|                                                            | Sources d'Oluk Köprü,                             | 31000                            | Turquie (Antalya) Manavgat                          | Réparties dans un canyon long de 1 km. + 2 500 l/s pour le groupe de Bögrümköprü et 6 000 l/s pour Oglanuctugu et Alabalik havuzu.                                                                                                   |
|                                                            | Foce del Timavo                                   | 30000                            | Italie (Frioul) San Giovanni al Timavo              | Résurgence de la Reka grossie par des eaux provenant de la Vipava et de l'Isonzo. La Reka charrie 30 à 380 000 l/s (9000 l/s en moyenne) avant d'entrer sous terre aux grottes de Skocjan.                                           |
|                                                            | Frio,                                             | 28000                            | Mexique (San Luis Potosi) Ciudad Valles Tamuín      | Max. 515 000 l/s ; min. 6 000 l/s |
|                                                            | Sources de Crystal River (King's Bay)             | 25940                            | États-Unis (Floride) Citrus                         | Plus d'une douzaine de sources. |
|                                                            | Pivsko Oko (Source de Sinjac)                     | 25500                            | Monténégro Plužine                                  | Source de la Piva. Engloutie par le lac du barrage de Mratinje depuis 1976. |
|                                                            | Yedi Miyarlar,                                    | 25000 <                          | Turquie (Antalya) Sahapköprü, Manavgat              | Groupe de résurgences. |
|                                                            | Coy,                                              | 24000                            | Mexique (San Luis Potosi) Ciudad Valles Tamuín      | Max. 200 000 l/s ; min. 13 000 l/s |
|                                                            | Liulongdong                                       | 24000                            | Chine                                               | |
|                                                            | Résurgence de l'Alapaha,                          | 22700                            | États-Unis (Floride) Hamilton                       | Plus grande source des États-Unis. |
|                                                            | Kirkgözler, (Les 40 sources)                      | 22000 ou 24000                   | Turquie (Antalya) Dösemealti                        | Fait partie du système karstique de Düdenbasi (en) |
|                                                            | Fontaine de Vaucluse                              | 21800                            | France (Vaucluse) Fontaine-de-Vaucluse              | |
|                                                            | Silver Springs,                                   | 20800                            | États-Unis (Floride) Marion                         | Max. 36 500 l/s ; min. 7 000 l/s. Groupe de sources s'étendant sur 1 km ; 7 100 l/s pour la principale, Mammoth. |
|                                                            | Source de la Bunica, (Vrelo Bunice)               | 20000                            | Bosnie-Herzégovine (Herzégovine-Neretva) Malo Polje | Résurgence de la Zalomka, difficile d'accès. Max. : > 200 000 l/s ; min. : 700 l/s. |
|                                                            | Trollosen,                                        | 18000 ou 20000                   | Norvège Spitzberg                                   | Source d'eau salée sulfurée relativement chaude (6 °C). |
| Résurgence du Rio Negro (Rioja, San Martin, Pérou).        | Résurgence du Rio Negro                           | 19000                            | Pérou (San Martin) Rioja                            | Résurgence du massif de Alto Mayo jaugée en 2015. |
|                                                            | Grab-Ruda                                         | 20000                            | Croatie                                             | |
|                                                            | Thermes de Varron                                 | 18000                            | Italie (Latium) Cassino                             | Sources du Gari |
|                                                            | Sources du Peschiera (it)                         | 18000                            | Italie (Latium) Cittaducale                         | Fournit 9 500 l/s à Rome par l'aqueduc de Peschiera-Capore |
|                                                            | Résurgence du St. Marks,                          | 14700                            | États-Unis (Floride) Tallahassee                    | |
|                                                            | Résurgence de l'Aucilla                           | 14160                            | États-Unis (Floride) Jefferson                      | |
|                                                            | Clear Lakes Springs                               | 14160                            | États-Unis (Idaho) Gooding                          | Sur du basalte. |
|                                                            | Waikoropupu                                       | 14000                            | Nouvelle-Zélande (Ile du Sud) Golden Bay            | |
|                                                            | Nahr Sene                                         | 14000                            | Syrie (Côte méditerranéenne)                        | Rejoint la mer au bout de 6 km. |
|                                                            | Sources de la Touvre                              | 13070                            | France (Charente) Touvre                            | Complexe de résurgences avec des eaux provenant des pertes du Bandiat et de la Tardoire. Débit moyen de janvier (max. annuel) : 17 310 l/s.                                                                                          |
|                                                            | Grotte d'Oliero (it),                             | 13000 env.                       | Italie (Vénétie) Valstagna                          | Minimum mensuel en janvier. (4000 l/s env.) Max. à la fonte des neiges en avril (33 000 l/s env.). |
|                                                            | Big Spring                                        | 13000                            | États-Unis (Missouri) Van Buren                     | Entre 7000 et 57 000 l/s S'écoule au bout de 300 m dans la Current River. |
|                                                            | Aïn ez Zarqa,                                     | 12900                            | Liban (Bekaa) Laboue                                | Source de l'Oronte |
|                                                            | Rainbow Springs                                   | 12660 ou 22000                   | États-Unis (Floride) Marion                         | Plus d'une douzaine de sources se répartissant sur 2 km. |
|                                                            | Résurgence de la Santa Fe,                        | 12520                            | États-Unis (Floride) Alachua                        | |
| Résurgence du Rio Serrano Yacu (Rioja, San Martin, Pérou). | Résurgence du Rio Serrano Yacu                    | 10000 à 15000                    | Pérou (San Martin) Rioja                            | Résurgence du massif de Alto Mayo, débit estimé en 2015. |
|                                                            | Box Canyon Spring                                 | 11780                            | États-Unis (Idaho) Gooding                          | 11 780 l/s dans les années 1950 ; 9 660 l/s dans les années 1990. Sur du basalte. |
|                                                            | Source de Santa Fe,                               | 11500                            | États-Unis (Floride) Columbia                       | |
|                                                            | Résurgence de la Steinhatchee,                    | 11330                            | États-Unis (Floride) Taylor                         | |
|                                                            | Thousand Springs                                  | 11300                            | États-Unis (Idaho) Gooding                          | |
|                                                            | Source de Wakulla,                                | 11040                            | États-Unis (Floride) Wakulla                        | Son débit dépend de celui des sources de Spring Creek. |
|                                                            | Sources de la Wacissa,                            | 11000                            | États-Unis (Floride) Jefferson                      | Plus d'une douzaine de sources. |
|                                                            | Metolius Springs                                  | 11000                            | États-Unis (Oregon) Jefferson                       | Sur terrain volcanique. |
|                                                            | Source de la Loue                                 | 10800                            | France (Doubs) Ouhans                               | |
|                                                            | Al-sin,                                           | 10500                            | Syrie (Lattaquié)                                   | |
|                                                            | Résurgence du Syphon Creek,                       | 10480                            | États-Unis (Floride) Gilchrist                      | Au bord de la rivière Santa Fe |
|                                                            | Sources d'Ichetucknee,                            | 10220                            | États-Unis (Floride) Columbia                       | Inclut les sources de 1re grandeur Blue Hole et Cedar Head |
|                                                            | Greer Spring                                      | 10000                            | États-Unis (Missouri) Oregon                        | Max. 50 000 l/s Une des sources des monts Ozarks. |
|                                                            | Oasis d'Al-Hassa                                  | 10000                            | Arabie saoudite (Ach-Charqiya) Al-Hassa             | Chiffre de 1950. 280 sources dont Ayn Haql (1300 l/s). Actuellement asséchée à cause de la surexploitation. |
| Résurgence de Timbuj (La Jalca, Amazonas, Pérou).          | Résurgence de Timbuj                              | 10000                            | Pérou (Amazonas) Chachapoyas                        | Résurgence du massif de La Jalca jaugée en 2015. |
|                                                            | Source d'Hornsby,                                 | 9970                             | États-Unis (Floride) Alachua                        | Près de la rivière Santa Fe |
|                                                            | Source du Jadro                                   | 9850                             | Croatie (Dalmatie) Solin                            | Max. 70 100 l/s le 18 décembre 2004 Min. 3 720 l/s le 7 aout 1995 |
|                                                            | Mammoth Spring                                    | 9800                             | États-Unis (Arkansas) Fulton                        | Max. 20 000 l/s Une des sources des monts Ozarks. Rejoint la Spring River après une centaine de mètres. |
|                                                            | Sources du lac Fibreno,                           | 9447                             | Italie (Latium) Posta Fibreno                       | |
|                                                            | Mchishta                                          | 9 300 ou 25 000                  | Abkhazie                                            | Max. 197 000 l/s. |
|                                                            | Sources de Comal,                                 | 9000                             | États-Unis (Texas) Comal                            | Max. 12 800 l/s ; min. 340 l/s. Sept grandes sources et des douzaines d'autres sur plus de 1 km. |
|                                                            | Source de Columbia,                               | 8660                             | États-Unis (Floride) Columbia                       | Près de la rivière Santa Fe |
|                                                            | Aachtopf                                          | 8590                             | Allemagne (Bade-Wurtemberg) Aach                    | Ses eaux sont originaires d'infiltrations du Danube. Elle rejoignent ensuite le Rhin. |
|                                                            | Giant Springs                                     | 8400 ou 17000                    | États-Unis (Montana) Great Falls                    | Au bord du Missouri |
|                                                            | Sources de l'Aladaglar,                           | 8000                             | Turquie                                             | 8 000 pour la principale, 32 000 l/s pour l'ensemble du massif. |
|                                                            | Sources sous-marines des monts Aurunces           | 8000                             | Italie (Latium) Gaète                               | |
|                                                            | Gruppo Basso Tanagro                              | 7991                             | Italie (Campanie) Sicignano degli Alburni           | |
|                                                            | Sources de Guozhuang                              | 7670                             | Chine (Shanxi) Xinzhi                               | Plus de 60 sources. |
|                                                            | Figeh,                                            | 7500                             | Syrie (Anti-Liban)                                  | Source de la Barada Approvisionne Damas en eau. |
|                                                            | Niagara Springs                                   | 7350                             | États-Unis (Idaho) Gooding                          | Max en octobre ; min en mai. |
|                                                            | Exsurgence de Port-Miou                           | 7000                             | France (Bouches du Rhône) Cassis                    | Débouché sous-marin dans une calanque. |
| Ojo de Aguas Claras (Rioja, San Martin, Pérou).            | Ojo de Aguas Claras                               | 7000                             | Pérou (San Martin) Rioja                            | Résurgence du massif de Alto Mayo jaugée en 2015. |
|                                                            | Sources de la Vipava                              | 6710                             | Slovénie (Goriska) Vipava                           | Max. 69 810 l/s, min. 730 l/s. |
|                                                            | Capo Volturno,                                    | 6600                             | Italie (Molise) Rocchetta a Volturno                | Lac, source du Volturno. |
|                                                            | Almyros,                                          | 6550                             | Grèce (Crète) Héraklion                             | Eau saumatre en été. |
|                                                            | Blue Lakes Spring                                 | 6450                             | États-Unis (Idaho) Jerome                           | 6 450 l/s dans les années 1950 ; 4 700 l/s dans les années 1990. Sur du basalte. Max en octobre, min en mai/juin. |
|                                                            | Syri i Kaltër (L'œil bleu)                        | 6000                             | Albanie (Vlora) Saranda                             | Fait partie du groupe des sources de la Bistrica (total : 18 000 l/s) |
|                                                            | Source du Dan                                     | 6000                             | Israël (Galilée) Dan                                | |
|                                                            | Fontaine l'Évêque                                 | 5700                             | France (Var) Les Salles-sur-Verdon                  | Actuellement noyée sous les eaux du lac artificiel de Sainte-Croix. Le module annuel de cette source karstique est de 5,7 m3/s d'après Jean Nicod (1974).                                                                            |
|                                                            | Sources du Grassano                               | 5500                             | Italie (Campanie) San Salvatore Telesino            | Situées au cœur d'un parc. |
|                                                            | Sorgente di Santa Susanna,                        | 5500                             | Italie (Latium) Rivodutri                           | |
|                                                            | Source de St-Naum                                 | 5500                             | Macédoine Ohrid                                     | Au bord du lac d'Ohrid, voisine de la source de Tushemisht. L'eau provient du lac Prespa et du Zaver. |
|                                                            | Source d'Agosta                                   | 5400                             | Italie (Latium) Agosta                              | Utilisée depuis l'antiquité pour l'approvisionnement de Rome par l'aqueduc de l'Aqua Marcia |
|                                                            | Blue Hole springs,                                | 5380                             | États-Unis (Floride) Jackson                        | |
|                                                            | Tell Ayoun                                        | 5300                             | Syrie (Vallée de l'Oronte)                          | |
|                                                            | Foux de la Vis                                    | 5260                             | France (Gard) Vissec                                | Débit moyen de décembre (max. annuel) : 11 700 l/s Débit instantané maximal de 245 000 l/s le 24 novembre 2003. Bassin versant : 198 km2.                                                                                            |
|                                                            | Source du Lison                                   | 5200                             | France (Doubs) Nans-sous-Sainte-Anne                | Résurgence du ruisseau de Château-Renard. Débit moyen de décembre (max. annuel) : 7 970 l/s Crue décennale : 54 000 l/s (QIX) Bassin versant : 182 km2.                                                                              |
|                                                            | Bennett Spring                                    | 5200                             | États-Unis (Missouri) Dallas                        | Une des sources des monts Ozarks |
|                                                            | Source de la Pader                                | 5000                             | Allemagne (Rhénanie-du-Nord-Westphalie) Paderborn   | |
|                                                            | Sources de Capore                                 | 5000                             | Italie (Latium) Frasso Sabino                       | Totalement capturée par l'aqueduc de Peschiera-Capore pour l'approvisionnement de Rome. |
|                                                            | Lime Spring,                                      | 4900                             | États-Unis (Floride) Suwannee                       | |
|                                                            | Crystal Springs Main                              | 4850                             | États-Unis (Idaho) Gooding                          | Max en octobre (5 320 l/s) ; min en mai (4 420 l/s). |
|                                                            | Résurgence du Holton Creek,                       | 4730                             | États-Unis (Floride) Hamilton                       | |
|                                                            | Lac Sauvage (Divje Jezero)                        | 4720                             | Slovénie (Littoral) Idrija                          | Seulement pour 2008. Max. mensuel : 17 100 l/s en décembre, 0 en septembre 70 600 l/s le 1er décembre 2008. |
|                                                            | Source de l'Areuse                                | 4680                             | Suisse Neuchâtel Saint-Sulpice                      | |
|                                                            | Capodacqua del Tirino,                            | 4600                             | Italie (Abruzzes) Capestrano                        | Lac, source du Tirino. |
|                                                            | Source Bleue,                                     | 4590                             | États-Unis (Floride) Lafayette                      | |
|                                                            | Gainer springs,                                   | 4500                             | États-Unis (Floride) Bay                            | |
|                                                            | Double Spring                                     | 4380                             | États-Unis (Missouri) Ozark                         | Une des sources des monts Ozarks |
|                                                            | Volusia Blue Spring,                              | 4360                             | États-Unis (Floride) Volusia                        | Max. 6170 l/s ; Min. 2460 l/s. |
|                                                            | Chassahowitzka,                                   | 4360                             | États-Unis (Floride) Citrus                         | Groupe de sources, inclut la source du crabe. |
|                                                            | Sources de San Marcos,                            | 4300                             | États-Unis (Texas) Hays                             | Max. 11 840 l/s ; min. 2 550 l/s. Plus de 200 sources. |
|                                                            | Sources du Torano (Sources de Piedimonte d'Alife) | 4300                             | Italie (Campanie) Piedimonte Matese                 | Captée depuis les années 1950 par l'aqueduc de Campanie pour l'alimentation de Caserte et Naples. |
|                                                            | Source du Rižana                                  | 4300                             | Slovénie (Littoral) Koper                           | Min. 30 l/s. Alimente en eau la côte slovène. |
|                                                            | Maramec Spring                                    | 4210                             | États-Unis (Missouri) Phelps                        | Max. 22 000 l/s Une des sources des monts Ozarks |
|                                                            | Grotte d'Afqa                                     | 4020                             | Liban (Mont-Liban) Byblos                           | Source du Fleuve d'Abraham Débit maximum : 56 700 l/s |
|                                                            | Manatee Springs,                                  | 4020                             | États-Unis (Floride) Levy                           | |
|                                                            | Acque Albule                                      | 4000                             | Italie (Latium) Tivoli Terme                        | Les sources remplissent les lacs Regina (photo) et Colonnelle Utilisée pour le thermalisme depuis l'antiquité. |
|                                                            | Source du Drin Blanc (Vrelo Beli Drim)            | 4000                             | Kosovo (Peć) Radavac                                | Resurgit peu après sa source sous forme de cascade. Max. 21 000 l/s ; min. 1000 l/s. |
|                                                            | Blue Spring                                       | 3940                             | États-Unis (Missouri) Shannon                       | Une des sources des monts Ozarks |
|                                                            | Source du Sélé                                    | 3918                             | Italie (Campanie) Caposele                          | Captée entièrement pour l'aqueduc des Pouilles. |
|                                                            | Goodenough Spring, (Hinojosa)                     | 3900                             | États-Unis (Texas) Val Verde                        | Recouverte par le lac du Barrage d'Amistad depuis 1969. |
|                                                            | Troy Spring,                                      | 3880                             | États-Unis (Floride) Lafayette                      | |
|                                                            | Source de la Bèze                                 | 3810                             | France (Côte d'Or) Bèze                             | Résurgence de la Tille et de la Venelle Débit moyen de janvier (max. annuel) : 6370 l/s Débit moyen d'aout (min. annuel) : 1760 l/s                                                                                                  |
|                                                            | Big Spring                                        | 3700                             | États-Unis (Montana) Lewistown                      | |
|                                                            | Source de la Krupa                                | 3690                             | Slovénie (Basse-Carniole) Semič                     | Seulement pour 2008. Max. Mensuel : 9 100 l/s en décembre, 1 240 en septembre 35 100 l/s le 18 décembre 2008. |
|                                                            | Alley Spring                                      | 3550                             | États-Unis (Missouri) Shannon                       | La source est équipée d'un moulin. Une des sources des monts Ozarks |
|                                                            | Source de Baotu (en)                              | 3500 à 5800                      | Chine (Shandong) Jinan                              | La plus grande des 72 célèbres sources de Jinan. 3500 à 5800 l/s dans les années 1950. Actuellement 2100 l/s à cause de la surexploitation.                                                                                          |
|                                                            | Source du Tara                                    | 3500                             | Italie (Pouilles) Tarente                           | Débit régulier. |
|                                                            | Madison Blue Spring,                              | 3400                             | États-Unis (Floride) Madison                        | |
|                                                            | Banbury Springs                                   | 3400                             | États-Unis (Idaho) Jerome                           | ¨ |
|                                                            | Sources de la Cuisance                            | 3350                             | France (Jura) Les Planches-près-Arbois              | 2 sources, débit mesuré à Mesnay à 3 km en aval. |
|                                                            | Briggs Spring                                     | 3340                             | États-Unis (Idaho) Twin Falls                       | Max en octobre (3 550 l/s) ; min en mai (3170 l/s). |
|                                                            | Devil's Ear Spring,                               | 3310                             | États-Unis (Floride) Gilchrist                      | Fait partie du groupe des Ginnie Springs près de la Santa Fe. |
|                                                            | Welch Spring                                      | 3300                             | États-Unis (Missouri) Shannon                       | Une des sources des monts Ozarks |
|                                                            | Source du Capodifiume,                            | 3204                             | Italie (Campanie) Capaccio                          | |
|                                                            | Source de Subbiolo                                | 3200                             | Italie (Vénétie) Valstagna                          | La source forme un petit lac puis coule rapidement dans la Brenta. |
|                                                            | Weeki Wachee Springs,                             | 3200                             | États-Unis (Floride) Hernando                       | Célèbre pour ses shows de sirènes. |
|                                                            | Fanning Springs,                                  | 3090                             | États-Unis (Floride) Levy                           | |
|                                                            | Source de Bilpa (sl)                              | 3010                             | Slovénie (Basse-Carniole) Kočevje                   | Seulement pour 2008. Max. Mensuel : 15 300 l/s en décembre, 305 en septembre 36 600 l/s le 4 février 2008. |
|                                                            | Source de la Zeta (Glava Zete)                    | 3000 à 30000                     | Monténégro (Niksic) Bogetići                        | |
|                                                            | Source du Banyas                                  | 3000                             | Israël Golan Tel Dan                                | |
|                                                            | Homosassa Springs,                                | 3000                             | États-Unis (Floride) Citrus                         | Au centre d'un parc animalier. |
|                                                            | Source de l'Hubelj                                | 3000                             | Slovénie (Goriska) Ajdovščina                       | Max. 59 000 l/s, min. 200 l/s. |
|                                                            | Boiling Spring                                    | 2980                             | États-Unis (Missouri) Pulaski                       | Une des sources des monts Ozarks |
|                                                            | Lac de Canetra,                                   | 2900 ou 1690                     | Italie (Latium) Castel Sant'Angelo                  | |
|                                                            | Alexander Springs,                                | 2890                             | États-Unis (Floride) Lake                           | |
|                                                            | Silver Glen Springs,                              | 2830                             | États-Unis (Floride) Marion                         | Ou 3820 l/s. Max. 6 940 l/s ; min. 1080 l/s. |
|                                                            | Sources de Triflisco,                             | 2800                             | Italie (Campanie) Bellona                           | Dont les sources Pioppo (1456 l/s), Fico (717 l/s) et Molinello (567 l/s). |
|                                                            | Source du Gizio,                                  | 2800                             | Italie (Abruzzes) Pettorano sul Gizio               | |
|                                                            | Sources de Bahreïn                                | 2800                             | Bahreïn                                             | Vers 1900. Actuellement asséchée à cause de la surexploitation. |
|                                                            | Zompo lo Schioppo                                 | 2742                             | Italie (Abruzzes) Morino                            | |
|                                                            | Rinquelle                                         | 2650                             | Suisse (St-Gall) Amden                              | Max. 30 000 l/s, min. 0 l/s. Y compris l'eau sortant directement dans le lac de Walenstadt. |
|                                                            | Source du Sarno (S. Maria del Foce)               | 2603                             | Italie (Campanie) Sarno                             | |
|                                                            | San Felipe Springs, (Hinojosa)                    | 2600                             | États-Unis (Texas) Val Verde                        | A augmenté de débit depuis le remplissage du lac d'Amistad en 1969. Plus de 10 sources réparties sur près de 2 km. |
|                                                            | Source du Chiro,                                  | 2500                             | Italie (Pouilles) Manduria                          | |
|                                                            | Source du Ninfa                                   | 2500                             | Italie (Latium) Cisterna di Latina                  | |
|                                                            | Source de Tushemisht                              | 2500                             | Albanie (Korçë) Pogradec                            | Au bord du lac d'Ohrid, voisine de la source de St-Naum. L'eau provient du lac Prespa et du Zaver. |
| Résurgence du Rio Tioyacu (Rioja, San Martin, Pérou).      | Résurgence du Rio Tioyacu                         | 2500                             | Pérou (San Martin) Rioja                            | Résurgence du massif de Alto Mayo jaugée en 2013. |
|                                                            | Source de Raschche,                               | 2500                             | Macédoine (Skopje) Rachtché                         | Fournit l'eau de Skopje. L'eau provient du massif du Zeden, du Polosko Polje et du Vardar. |
|                                                            | Source d'Istok                                    | 2400 à 4000                      | Kosovo Istok                                        | |
|                                                            | Sand Spring                                       | 2400                             | États-Unis (Idaho) Gooding                          | |
|                                                            | Source d'Anjar                                    | 2350                             | Liban (Bekaa) Anjar                                 | Source du Ghozayel. Débit maximum : 9300 l/s |
|                                                            | Montauk Spring                                    | 2320                             | États-Unis (Missouri) Dent                          | Une des sources des monts Ozarks |
|                                                            | Sources Devnenski                                 | 2300 à 4200                      | Bulgarie (Varna) Devnya                             | Source de la Devnya. |
|                                                            | Blautopf                                          | 2300                             | Allemagne (Bade-Wurtemberg) Blaubeuren              | |
|                                                            | Salt Springs,                                     | 2260                             | États-Unis (Floride) Marion                         | |
|                                                            | Sources sous-marines de Chekka                    | 2150                             | Liban (Gouvernorat du Nord) Chekka                  | Source saumâtre |
|                                                            | Font Estramar                                     | 2110                             | France (Pyrénées-Orientales) Salses                 | Source saumâtre car le réseau karstique se trouve en partie sous le niveau de la mer. |
|                                                            | Hahatonka Spring                                  | 2100                             | États-Unis (Missouri) Camden                        | Une des sources des monts Ozarks |
|                                                            | Croaker Hole Spring                               | 2100                             | États-Unis (Floride) Putnam                         | Max. 2550 l/s ; Min.1750 l/s. Au fond du fleuve Saint Johns |
|                                                            | Fontaine intermittente de Fontestorbes            | 2090                             | France (Ariège) Bélesta                             | Source intermittente pendant les basses eaux de l'été dont le débit passe en une heure de près de 100 litres à 1800 l/s. Débit moyen du mois de mars (maximum) : 3510 l/s. Valeur journalière maximale : 13 600 l/s le 22 mars 1974. |
|                                                            | Source du Mercure                                 | 2050                             | Italie (Basilicate) Viggianello                     | |
|                                                            | Blue Spring                                       | 2040                             | États-Unis (Missouri) Oregon                        | Une des sources des monts Ozarks |
|                                                            | Veliki Obrh (Source principale de l'Obrh)         | 2020                             | Slovénie (Basse-Carniole) Loška Dolina              | Seulement pour 2008. Max. Mensuel : 6 610 l/s en décembre, 474 en septembre 18 000 l/s le 12 décembre 2008. |
|                                                            | North Fork Spring                                 | 2020                             | États-Unis (Missouri) Ozark                         | Une des sources des monts Ozarks |
|                                                            | Résurgence de l'Orbe                              |                                  | Suisse (Vaud) Vallorbe                              | 2000 l/s à l'étiage, 80 000 l/s en crue. |
|                                                            | Fontaine des Chartreux                            |                                  | France (Lot) Cahors                                 | 2000 l/s à l'étiage, 50 000 l/s en crue. |
|                                                            | Sources de la Mareza                              | 2000 à 10000                     | Monténégro Podgorica                                | Captée pour l'approvisionnement en eau potable de Podgorica. |
|                                                            | Sources de la Morača                              | 2000 à 10000                     | Monténégro Kolašin                                  | |
|                                                            | Sources d'Uji i Ftohtë,                           | 2000 ou 2500                     | Albanie Vlora                                       | Approvisionne Vlora en eau. Polluées à cause de nouvelles constructions. |
|                                                            | Source sous-marine de Ruotolo                     | 2000 <                           | Italie (Campanie) Sapri                             | |
|                                                            | Sources de la Cerna                               | 2000                             | Roumanie (Petite Valaquie) Gorj                     | Plus grande source de Roumanie. Entre 500 et 10 000 l/s. |
|                                                            | Source du Pießling                                | 2000                             | Autriche (Haute-Autriche) Roßleithen                | |
|                                                            | Palfauer Wasserloch                               | 2000                             | Autriche (Styrie) Palfau                            | |
|                                                            | Boka                                              | 2000                             | Slovénie (Goriška) Bovec                            | |
|                                                            | Source de la Rhume                                | 2000                             | Allemagne (Basse-Saxe) Rhumspringe                  | |
|                                                            | Nabaa el Assal                                    | 2000                             | Liban (Mont-Liban)                                  | |
|                                                            | Source de Blaz                                    | 2000                             | Croatie (Istrie) Raša                               | Max. 20 000 l/s ; min. 100 l/s. |
|                                                            | Source de Gradole                                 | 1980                             | Croatie (Istrie) Kaštelir-Labinci                   | Maximum mensuel : 2 870 l/s en décembre ; min. 873 l/s en aout. Captée. |
|                                                            | Sources de l'Heder                                | 1900                             | Allemagne (Rhénanie-du-Nord-Westphalie) Salzkotten  | |
|                                                            | Safa                                              | 1900                             | Liban (Mont-Liban) Nabeh El Safa                    | |
|                                                            | Wekiwa Springs,                                   | 1880                             | États-Unis (Floride) Orange                         | Max. 2600 l/s ; Min. 820 l/s. |
|                                                            | Barton Springs                                    | 1869                             | États-Unis (Texas) Austin                           | |
|                                                            | Source de la Zrnovnica                            | 1830                             | Croatie (Dalmatie) Split                            | Max. 16 700 l/s le 18 décembre 2004 Min. 215 l/s le 9 septembre 1993. |
|                                                            | Lago Bucone,                                      | 1800                             | Italie (Latium) Fontana Liri                        | |
|                                                            | Source du Biferno (Sources de Pietrecadute)       | 1800                             | Italie (Molise) Bojano                              | Captée par des aqueducs. |
|                                                            | Sources d'Izvorit                                 | 1800                             | Albanie Vlora Tragjasi                              | |
|                                                            | Source du Sarno (Palazzo)                         | 1772                             | Italie (Campanie) Sarno                             | |
|                                                            | Source du Doubs                                   | 1740                             | France (Doubs) Mouthe                               | Débit moyen mensuel entre 2940 l/s en avril et 856 l/s en aout Maximum le 21 février 1999 avec 14 900 l/s |
|                                                            | Senerchiella                                      | 1704                             | Italie (Campanie) Calabritto                        | Captée pour l'alimentation en eau potable de la province. |
|                                                            | Source de Rio Freddo,                             | 1700                             | Italie (Molise) San Polo Matese                     | Captée par des aqueducs. Près de la source du Biferno. |
|                                                            | Source du Barouk                                  | 1700                             | Liban (Mont-Liban) Barouk                           | |
|                                                            | Source Roubidoux                                  | 1650                             | États-Unis (Missouri) Pulaski                       | Une des sources des monts Ozarks |
|                                                            | Rock Springs,                                     | 1630                             | États-Unis (Floride) Orange                         | Max. 2350 l/s ; Min. 960 l/s. |
|                                                            | Grotte del Pertuso                                | 1600                             | Italie (Latium) Filettino                           | Un projet de captage est en discussion. |
|                                                            | Pantanecce                                        | 1600                             | Italie (Abruzzes)                                   | Captée pour l'approvisionnement de la vallée du Liri entre Morino et Balsorano |
|                                                            | Sources d'Al Qatif                                | 1600                             | Arabie saoudite (Ach-Charqiya) Al Qatif             | Vers 1900. Actuellement asséchée à cause de la surexploitation. |
|                                                            | Sorgues                                           | 1590                             | France (Aveyron) Cornus                             | Le Sorgues à Cornus : Ecoulement mensuel maximum en mars : 3730 l/s. Débit journalier maximal : 79 000 l/s le 2 mars 1930. |
|                                                            | Source Bleue                                      | 1550                             | États-Unis (Missouri) Wayne                         | Une des sources des monts Ozarks, engloutie par le lac Wappapello. |
|                                                            | Sources du Cavuto                                 | 1500                             | Italie (Abruzzes) Anversa degli Abruzzi             | L'eau de la source se jette directement dans le Sagittario. |
|                                                            | Brunnenmühle                                      | 1500                             | Allemagne (Bade-Wurtemberg) Heidenheim              | |
|                                                            | Source du Vardar                                  | 1500                             | Macédoine (Gostivar) Vroutok                        | |
|                                                            | Bagno della Regina,                               | 1419                             | Italie (Campanie) Cassano Irpino                    | Captée entièrement pour l'aqueduc des Pouilles. |
|                                                            | San Antonio Springs,                              | 1400                             | États-Unis (Texas) San Antonio                      | De nombreuses sources, la plus grande étant le Blue Hole (photo). |
|                                                            | Source d'Urciuoli,                                | 1 200 à 1 600                    | Italie (Campanie) Santo Stefano del Sole            | Fournit de l'eau à Naples. Déjà captée sous l'Empire romain. |
|                                                            | Sources de Pratella                               | 1400                             | Italie (Campanie) Pratella                          | |
|                                                            | Résurgences du Bussento                           | 1369, ou 76000                   | Italie (Campanie) Morigerati                        | |
|                                                            | Sources de Villetta Barrea                        | 1322                             | Italie (Abruzzes) Villetta Barrea                   | |
|                                                            | Vrelo Perucac                                     | 1300 à 6200                      | Serbie (Zlatibor) Perućac                           | Source de la Vrelo |
|                                                            | Le Bouillon                                       | 1300                             | France (Loiret) Orléans                             | Source du Loiret, alimentée par des pertes de la Loire. De 300 l/s à la fin de l'été à 3000 l/s à la fin de l'hiver. |
|                                                            | San Bartolomeo (it)                               | 1300                             | Italie (Molise) Venafro                             | Le lac-source est dans un parc au centre de la ville. |
|                                                            | Source d'Aravissos                                | 1300                             | Grèce (Macédoine) Pella                             | Fournit de l'eau à Thessalonique |
|                                                            | Pulltight Spring                                  | 1290                             | États-Unis (Missouri) Shannon                       | Une des sources des monts Ozarks. |
|                                                            | Source du Poltarica (Gradiček)                    | 1280                             | Slovénie (Basse-Carniole) Ivančna Gorica            | Seulement pour 2008. Max. Mensuel : 3 760 l/s en décembre, 304 en septembre 7 060 l/s le 12 décembre 2008. |
|                                                            | Brenztopf                                         | 1270                             | Allemagne (Bade-Wurtemberg) Königsbronn             | |
|                                                            | Source du Clitumne (Fonti di Clitunno)            | 1200                             | Italie (Marches) Campello sul Clitunno              | Chantée par Virgile, Pline et Byron |
|                                                            | Capo di Fiume                                     | 1200                             | Italie (Abruzzes) Palena                            | Source de l'Aventino. |
|                                                            | Source de l'Idume,                                | 1200                             | Italie (Pouilles) Lecce                             | |
|                                                            | Madonna di Canneto                                | 1200                             | Italie (Latium) Settefrati                          | Captée en 1958, source du Melfa. |
|                                                            | Source de Capodacqua                              | 1200                             | Italie (Latium) Castrocielo                         | Photo |
|                                                            | Gorgovivo,                                        | 1200                             | Italie (Marches) Serra San Quirico                  | Source captée. Bassin : 200 km2 au Mont San Vicino |
|                                                            | Source de Maiella,                                | 1200                             | Italie (Molise) Bojano                              | Une des sources du Biferno. |
|                                                            | Molino Carpello                                   | 1195                             | Italie (Latium) Campoli Appennino                   | |
|                                                            | Sources d’Arcier                                  | 1180                             | France (Doubs) Vaire-Arcier                         | Source captée depuis l'époque romaine pour l'alimentation en eau de Besançon. Résurgence des pertes du plateau de Saône. |
|                                                            | Source du Sammaro                                 | 1169                             | Italie (Campanie) Sacco                             | |
|                                                            | Big Butte Springs                                 | 1134                             | États-Unis (Oregon) Jackson                         | Captée par l'aqueduc de Medford. |
|                                                            | Source sous-marine de Crescent Beach              | 1130                             | États-Unis (Floride) Saint Johns                    | Estimation, entre 280 et 8500 l/s. |
|                                                            | Capo d'Acqua di Spigna                            | 1111                             | Italie (Latium) Spigno Saturnia                     | Captée. |
|                                                            | Round Spring                                      | 1100                             | États-Unis (Missouri) Shannon                       | Une des sources des monts Ozarks. |
|                                                            | Ain Asserdoune (Source du mulet)                  | 1100                             | Maroc (Tadla-Azilal) Béni Mellal                    | |
|                                                            | Huaco Springs                                     | 1 100                            | États-Unis (Texas) Comal                            | |
|                                                            | Source du Lez                                     | 1 040                            | France (Hérault) Saint-Clément-de-Rivière           | Max : 27 700 l/s le 3 décembre 2003 à 10 h 30. Débit mensuel max. en décembre (1 990 l/s) et min. en aout (167 l/s). 1 700 l/s sont pompés pour l'alimentation en eau de Montpellier.                                                |
|                                                            | Pollentina,                                       | 1 032                            | Italie (Campanie) Cassano Irpino                    | Captée entièrement pour l'aqueduc des Pouilles. |
|                                                            | Source du Liri                                    | 1 000                            | Italie (Abruzzes) Cappadocia                        | Captée pour une centrale électrique et l'eau potable |
|                                                            | Résurgence de la Punkva                           | 960                              | République tchèque (Moravie du Sud) Vavřinec        | Bassin : 170 km2, max. 45 000 l/s. |
|                                                            | Source de Krupac                                  | 953                              | Serbie (Pirot) Krupac                               | Maximum mensuel : 3 000 l/s en avril. |
|                                                            | Source de Sv. Ivan                                | 904                              | Croatie Istrie                                      | Maximum : 1 690 l/s ; min. 262 l/s. |
|                                                            | Source de Goryczkowe                              | 800                              | Pologne (Tatras) Zakopane                           | |
|                                                            | Ponce de Leon,                                    | 780                              | États-Unis (Floride) Volusia                        | Max. 1730 l/s ; Min. 340 l/s. |
|                                                            | Bosna (Vrelo Bosne)                               |                                  | Bosnie-Herzégovine (Sarajevo) Ilidza                | Groupe de sources, 1 400 à 24 000 l/s. |
|                                                            | Source de Ljuta                                   |                                  | Monténégro (Kotor) Orahovac                         | Plus de 100 000 l/s en crue. |
| Émergence de Sopot en crue (Risan, Monténégro).            | Sopot                                             |                                  | Monténégro (Kotor) Risan                            | Plus de 50 000 l/s en crue. Asséchée en été. |
|                                                            | Source d'Iskrets                                  |                                  | Bulgarie (Sofia) Iskrets                            | Max. 56 000 l/s. |
|                                                            | Glava Panega                                      | 580 à 35 700 l/s                 | Bulgarie (Lovech) Yablanitsa                        | Source de la Zlatna Panega. |
|                                                            | Résurgence de la Lesse (trou de Han)              |                                  | Belgique (Namur) Han-sur-Lesse                      | Débit maximum 25 000 l/s. |
|                                                            | Source de l'Ouysse                                |                                  | France (Lot) Rocamadour                             | 30 000 l/s en crue à la résurgence de Cabouy. |
|                                                            | Source de l'Ain                                   |                                  | France (Jura) Nozeroy                               | |
|                                                            | Kläfferquelle                                     |                                  | Autriche (Styrie) Gußwerk                           | Min. 625 l/s ; 10 000 l/s à la fonte des neiges. Principale source du 2e aqueduc de Vienne. |
|                                                            | Douix de Châtillon                                |                                  | France (Côte d'Or) Châtillon-sur-Seine              | De 600 à 3000 l/s. La rivière se jette dans la Seine après une centaine de mètres. |
|                                                            | Santa Fiora                                       |                                  | Italie (Toscane) Santa Fiora                        | Nommée aussi la Peschiera Source de la Fiora |

Il existe 62 sources donnant plus de 3000 l/s en ex-Yougoslavie. 17 sources dépassent les 1000 l/s en Albanie.